# Geo-URI
geo-URI — это схема универсального идентификатора ресурса (URI), предназначенную для указания гео-координат, и определенную в RFC 5870 Инженерной группы Интернета (опубликованого 8 июня 2010 г.) как:
Универсальный идентификатор ресурса (URI) для географических положений с использованием схемы с названием «geo». «geo»-URI идентифицирует физическое местоположение в двух- или трехмерной системе координат компактным, простым, легко читаемым и независимым от протокола способом.

## Использование
- Текущая версия спецификации виртуальных визиток vCard[2] поддерживает использование geo-URI в поле «GEO».
- Стандарт GeoSMS[англ.] использует geo-URI для геотегинга SMS-сообщений.

## Примеры
Простейший geo-URI выглядит вот так, через запятую указаны широта и долгота:
geo:37.786971,-122.399677
geo-URI также допускает необязательный параметр «погрешность», отделённый точкой с запятой, и представляющей допустимое отклонение от положения в метрах, описываемый с помощью метки «u»:
geo:37.786971,-122.399677;u=35
geo-URI может свободно использоваться в контексте HTML:
<a href="geo:37.786971,-122.399677;u=35">Офис Wikimedia</a>
А также wiki-разметки:
[geo:37.786971,-122.399677;u=35 Офис Wikimedia]
В результате чего будет такая ссылка: Офис Wikimedia